# Kormányrendelet
A kormányrendelet a Kormány, vagyis a végrehajtó hatalom által hozott legmagasabb szintű jogszabály. Általában törvényi felhatalmazás alapján hozzák meg (ami – a jogalkotásról szóló törvény szerint – egyben megalkotási kötelességet is jelent). Az Alaptörvény 15. cikke szerint feladatkörében eljárva a Kormány törvényben nem szabályozott tárgykörben, illetve törvényben kapott felhatalmazás alapján rendeletet alkot. A Kormány rendelete törvénnyel nem lehet ellentétes.
Mivel ez a végrehajtó hatalom által hozott legmagasabb szintű jogszabály, akár a mindennapi életünket is meghatározhatja. Kormányrendelet rendelkezik többek között a KRESZ-ről, a járásokról és több szervezet működéséről is (pl.: Földrajzinév-bizottság).
Magyarországon – a többi jogszabályhoz hasonlóan – csak a Magyar Közlönyben való megjelenés után léphet hatályba. A Magyar Közlöny "III. Kormányrendeletek" fejezetében jelenik meg.
Bár a jogalkotásról szóló törvény szerint törvény kormányrendeletet is módosíthat, az Országgyűlés ritkán él ezzel a jogával.
Hivatalos neve tartalmazza az éven belüli sorszámot, a kihirdetés évét, hónapját és napját, a "Korm." rövidítést és a kormányrendelet címét; pl.: 218/2012. (VIII. 13.) Korm. rendelet a járási (fővárosi kerületi) hivatalokról.
Egy adott évben megjelent kormányrendeletek címeit az évek a jogalkotásban című kategória alá tartozó éves szócikkek (pl. 2020 a jogalkotásban) tartalmazzák.